# Morotsuka

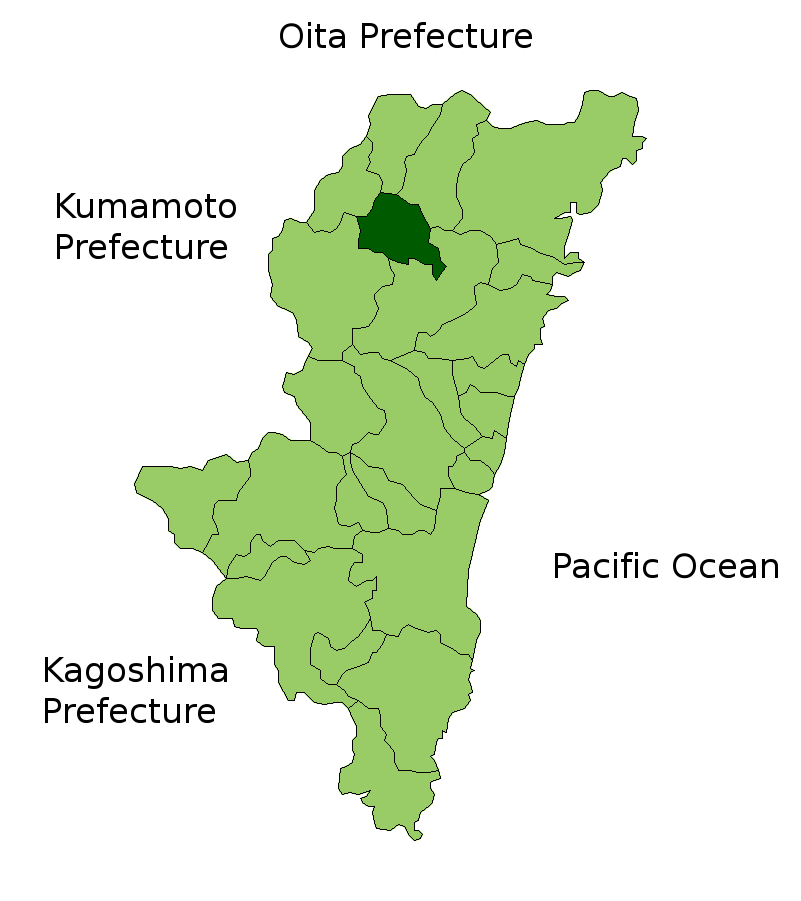
Morotsuka dans la préfecture de Miyazaki.

Morotsuka (諸塚村, Morotsuka-son) est un village du district de Higashiusuki (préfecture de Miyazaki), au Japon.

## Géographie

### Démographie
Le 1er avril 2008, le village de Morotsuka comptait 1 888 habitants répartis sur une superficie de 187,59 km2 (densité de population de 10 hab./km2).